# 코고오 토모코
코고오 토모코(小郷知子, こごう ともこ 1978년 7월 22일 ~ 도쿄도 세타가야구)은 일본의 언론인이며 NHK 소속의 아나운서이다.

## 생애
코고오 토모코(小郷知子) 아나운서는 1978년 7월 22일 일본 도쿄도 세타가야구에서 태어났다. 그녀는 시부야구에 있는 도쿄도립 아오야마 고등학교(東京都立青山高等学校)를 졸업하고 와세다 대학을 졸업했다.

## 입사
그녀는 대학 졸업 후 2002년에 NHK에 입사했다. 입사동기로는 다카이 마사토모 아나운서이다. 첫 발령지인 미야자키현에 있는 NHK 미야자키 방송국에서 아나운서 생활을 시작했다. 이 후 NHK 후쿠오카 방송국에서 활동하다가 지금의 도쿄도에 NHK 방송 센터로 옮기면서 지금도 활동하고 있다. 그녀는 특히 2016년 4월 9일부터 2019년 3월 31일까지 NHK 뉴스 오하요 일본에 토요일과 일요일,공휴일 진행을 하다가 2019년 4월 개편에 따라 일요토론 진행을 하고 있다.